# 謝學瀛
謝學瀛（1881年—1963年），字吉士，改名伯謙，江蘇省無錫縣人，美國康乃爾大學土木工程系畢業，工科進士。漢奸。

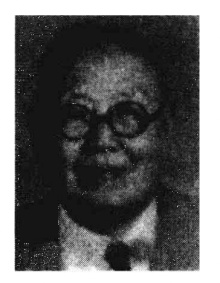
謝學瀛

## 生平[2][3]
- 初學於上海南洋公學。任湖南辰州府高等學堂教員。
- 光緒三十一年，以官費游美，入康奈爾大學，習土木工程，隨出使各國考察政治大臣考察憲政。宣統二年，得土木工程師學位。為美國土木工程師會會員、康奈爾世界會書記及副會長。宣統二年，充赴瑞士京城萬國鐵路會議代表。
- 宣統三年（1911年）九月，經學部驗看考試列最優等，賞給工科進士[4]。
- 任督辦川粵漢鐵路大臣端忠愍工程咨議官，及北京財政學堂教習。
- 民國元年任上海南洋公學教員。粵漢鐵路副工程師，交通部鐵路技術委員會會員[5]，交通部參事上行走[6]，交通部鐵路聯運事務處副處長[7]，全國鐵路路綫審查委員會委員[8]，1911年至1920年曾任郵傳部派赴各國考察鐵路委員、川漢粵漢鐵路大臣總公所工程處提調、漢粵川鐵路湘鄂段總工程師。1921年後任交通部全國鐵路聯運事務處處長、四洮鐵路工程局局長、膠濟鐵路局工程處處長兼總工程師等職。
- 汪偽時任南京工務局局長。1943年後賦閒。
- 1956年8月被聘為上海市人民委員會參事。

## 延伸阅读
[在维基数据编辑]
 《游美同學錄·謝學瀛》，出自《游美同學錄》